# Esqui cross-country nos Jogos Paralímpicos de Inverno de 2010 - Velocidade masculino
As competições masculinas de velocidade do esqui cross-country nos Jogos Paraolímpicos de Inverno de 2010 serão disputadas no Parque Paraolímpico de Whistler em 21 de março.

## Medalhistas
| Medalha | Atletas sentados     | Atletas em pé        | Deficientes visuais  |
| ------- | -------------------- | -------------------- | -------------------- |
| Ouro    | RUS Sergey Shilov    | JPN Yoshihiro Nitta  | CAN Brian McKeever   |
| Prata   | RUS Irek Zaripov     | RUS Kirill Mikhaylov | RUS Nikolay Polukhin |
| Bronze  | RUS Vladimir Kiselev | FIN Ilkka Tuomisto   | SWE Zebastian Modin  |

## Agenda
| 21 de março     | 21 de março         | 21 de março |
| Horário (UTC-8) | Categoria           | Fase        |
| --------------- | ------------------- | ----------- |
| 10:00           | Atletas sentados    | Qual.       |
| 10:45           | Deficientes visuais | Qual.       |
| 11:00           | Atletas em pé       | Qual.       |
| 12:00           | Atletas sentados    | Semifinais  |
| 12:20           | Deficientes visuais | Semifinais  |
| 12:40           | Atletas em pé       | Semifinais  |
| 13:15           | Atletas sentados    | Final       |
| 13:25           | Deficientes visuais | Final       |
| 13:35           | Atletas em pé       | Final       |

## Resultados

### Atletas sentados

#### Qualificação
| Pos. | Nº | Atleta                     | Tempo   | Diferença |
| ---- | -- | -------------------------- | ------- | --------- |
| 1    | 10 | RUS Roman Petushkov        | 2:08.18 |           |
| 2    | 12 | RUS Irek Zaripov           | 2:10.39 | +2.21     |
| 3    | 14 | RUS Sergey Shilov          | 2:12.86 | +4.68     |
| 4    | 5  | RUS Vladimir Kiselev       | 2:14.28 | +6.10     |
| 5    | 3  | UKR Iurii Kostiuk          | 2:15.89 | +7.71     |
| 6    | 9  | NOR Trygve Toskedal Larsen | 2:16.10 | +7.92     |
| 7    | 6  | BLR Dzmitry Loban          | 2:16.44 | +8.26     |
| 8    | 32 | FRA Alain Marguerettaz     | 2:17.97 | +9.79     |
| 9    | 2  | USA Chris Klebl            | 2:18.39 | +10.21    |
| 10   | 13 | USA Sean Halsted           | 2:21.55 | +13.37    |
| 11   | 8  | USA Andy Soule             | 2:19.77 | +11.59    |
| 12   | 1  | BLR Aliaksandr Davidovich  | 2:19.95 | +11.77    |
| 13   | 30 | NOR Per Fagerhoi           | 2:20.65 | +12.47    |
| 14   | 34 | CHN Fu Chunshan            | 2:20.69 | +12.51    |
| 15   | 27 | UKR Sergiy Khzyhnyak       | 2:21.38 | +13.20    |
| 16   | 4  | POL Kamil Rosiek           | 2:21.64 | +13.46    |
| 17   | 20 | BLR Yauheni Lukyanenka     | 2:21.66 | +13.48    |
| 18   | 25 | USA Greg Mallory           | 2:21.89 | +13.71    |
| 19   | 35 | FRA Georges Bettega        | 2:22.66 | +14.48    |
| 20   | 7  | ITA Enzo Masiello          | 2:22.76 | +14.58    |
| 21   | 23 | JPN Kozo Kubo              | 2:23.50 | +15.32    |
| 22   | 16 | SVK Vladimir Gajdiciar     | 2:24.09 | +15.91    |
| 23   | 22 | UKR Ruslan Samchenko       | 2:27.13 | +18.95    |
| 24   | 29 | ITA Roland Rüpp            | 2:27.15 | +18.97    |
| 25   | 33 | BLR Barys Pronka           | 2:27.30 | +19.12    |
| 26   | 31 | AUS Dominic Monypenny      | 2:27.60 | +19.42    |
| 27   | 15 | POL Sylwester Flis         | 2:27.94 | +19.76    |
| 28   | 28 | SUI Bruno Huber            | 2:28.85 | +20.67    |
| 29   | 26 | CAN Lou Gibson             | 2:30.53 | +22.35    |
| 30   | 24 | POL Robert Wator           | 2:30.99 | +22.81    |
| 31   | 19 | AUT Manfred Lehner         | 2:35.25 | +27.07    |
| 32   | 17 | CAN Sebastien Fortier      | 2:36.37 | +28.19    |
| 33   | 21 | FRA Thierry Raoux          | 2:37.63 | +29.45    |
| 34   | 18 | JPN Hiroyuki Nagata        | 2:44.61 | +36.43    |
| 35   | 11 | FRA Romain Rosique         | 2:54.66 | +46.48    |

#### Semifinal 1
| Pos. | Nº | Atleta                 | Tempo  | Diferença |
| ---- | -- | ---------------------- | ------ | --------- |
| 1    | 4  | RUS Vladimir Kiselev   | 2:25.9 |           |
| 2    | 5  | UKR Iurii Kostiuk      | 2:26.8 | +0.9      |
| 3    | 1  | RUS Roman Petushkov    | 2:30.7 | +4.8      |
| 4    | 8  | FRA Alain Marguerettaz | 2:32.2 | +6.3      |

#### Semifinal 2
| Pos. | Nº | Atleta                     | Tempo  | Diferença |
| ---- | -- | -------------------------- | ------ | --------- |
| 1    | 2  | RUS Irek Zaripov           | 2:32.2 |           |
| 2    | 3  | RUS Sergey Shilov          | 2:33.5 | +1.3      |
| 3    | 6  | NOR Trygve Toskedal Larsen | 2:33.9 | +1.7      |
| 4    | 7  | BLR Dzmitry Loban          | 2:35.8 | +3.6      |

#### Final
| Pos.              | Nº | Atleta               | Tempo  | Diferença |
| ----------------- | -- | -------------------- | ------ | --------- |
| Medalha de ouro   | 3  | RUS Sergey Shilov    | 2:31.8 |           |
| Medalha de prata  | 2  | RUS Irek Zaripov     | 2:31.9 | +0.1      |
| Medalha de bronze | 4  | RUS Vladimir Kiselev | 2:36.6 | +4.8      |
| 4                 | 5  | UKR Iurii Kostiuk    | 2:44.3 | +12.5     |

### Atletas em pé

#### Qualificação
| Pos. | Nº | Atleta                       | Tempo   | Diferença |
| ---- | -- | ---------------------------- | ------- | --------- |
| 1    | 10 | RUS Kirill Mikhaylov         | 3:13.65 |           |
| 2    | 4  | JPN Yoshihiro Nitta          | 3:15.56 | +1.91     |
| 3    | 7  | FIN Ilkka Tuomisto           | 3:20.69 | +7.04     |
| 4    | 6  | NOR Vegard Dahle             | 3:20.98 | +7.33     |
| 5    | 26 | RUS Oleg Balukhto            | 3:24.61 | +10.96    |
| 6    | 9  | GER Tino Uhlig               | 3:25.32 | +11.77    |
| 7    | 8  | RUS Alfis Makamedinov        | 3:26.56 | +12.91    |
| 8    | 3  | UKR Grygorii Vovchinskyi     | 3:26.67 | +13.02    |
| 9    | 2  | CAN Mark Arendz              | 3:28.85 | +15.20    |
| 10   | 19 | POL Jan Kolodziej            | 3:29.06 | +15.41    |
| 11   | 25 | RUS Vyacheslav Laykov        | 3:29.44 | +15.79    |
| 12   | 16 | RUS Vladimir Kononov         | 3:31.40 | +17.75    |
| 13   | 24 | NOR Kjartan Nesbakken Haugen | 3:32.74 | +19.09    |
| 14   | 21 | JPN Kenji Takigami           | 3:36.94 | +23.29    |
| 15   | 17 | RUS Rushan Minnegulov        | 3:42.40 | +28.75    |
| 16   | 12 | GER Thomas Oelsner           | 3:43.75 | +30.10    |
| 17   | 23 | UKR Vitalii Sytnyk           | 3:43.79 | +30.14    |
| 18   | 29 | FRA Yannick Bourseaux        | 3:43.83 | +30.18    |
| 19   | 15 | CHN Cheng Shishuai           | 3:45.88 | +32.23    |
| 20   | 14 | UKR Oleh Leshchyshyn         | 3:47.45 | +33.80    |
| 21   | 28 | CAN Tyler Mosher             | 3:47.69 | +34.04    |
| 22   | 22 | AUS James Millar             | 3:47.97 | +34.32    |
| 23   | 1  | BLR Siarhei Silchanka        | 3:50.43 | +36.78    |
| 24   | 11 | RUS Valery Darovskikh        | 3:50.61 | +36.96    |
| 25   | 18 | CHN Du Haitao                | 3:52.27 | +38.62    |
| 26   | 13 | JPN Keiichi Sato             | 3:52.47 | +38.83    |
| 27   | 27 | CHN Zou Dexin                | 3:55.83 | +42.18    |
| 28   | 31 | MGL Zorig Enkhbaatar         | 4:13.51 | +59.86    |
| 29   | 33 | CHN Li Bo                    | 4:54.00 | +1:40.35  |
| 30   | 32 | MGL Sukhbaatar Nyamaa        | 5:25.95 | +2:12.30  |
| 31   | 30 | KAZ Oleg Syssolyatin         | 5:27.14 | +2:13.49  |
|      | 5  | AUT Michael Kurz             | DNS     | -         |
|      | 20 | GER Josef Giesen             | DNS     | -         |

#### Semifinal 1
| Pos. | Nº | Atleta                   | Tempo  | Diferença |
| ---- | -- | ------------------------ | ------ | --------- |
| 1    | 3  | RUS Kirill Mikhaylov     | 3:41.4 |           |
| 2    | 4  | NOR Vegard Dahle         | 3:43.7 | +2.3      |
| 3    | 2  | UKR Grygorii Vovchinskyi | 3:45.8 | +4.4      |
| 4    | 1  | RUS Oleg Balukhto        | 3:53.8 | +12.4     |

#### Semifinal 2
| Pos. | Nº | Atleta                | Tempo  | Diferença |
| ---- | -- | --------------------- | ------ | --------- |
| 1    | 1  | JPN Yoshihiro Nitta   | 3:32.0 |           |
| 2    | 2  | FIN Ilkka Tuomisto    | 3:35.8 | +3.8      |
| 3    | 3  | GER Tino Uhlig        | 3:37.7 | +5.7      |
| 4    | 4  | RUS Alfis Makamedinov | 3:37.8 | +5.8      |

#### Final
| Pos.              | Nº | Atleta               | Tempo  | Diferença |
| ----------------- | -- | -------------------- | ------ | --------- |
| Medalha de ouro   | 1  | JPN Yoshihiro Nitta  | 3:30.7 |           |
| Medalha de prata  | 3  | RUS Kirill Mikhaylov | 3:32.3 | +1.6      |
| Medalha de bronze | 2  | FIN Ilkka Tuomisto   | 3:33.9 | +3.2      |
| 4                 | 4  | NOR Vegard Dahle     | 3:35.0 | +4.3      |

### Deficientes visuais

#### Qualificação
| Pos. | Nº | Atleta                 | Tempo   | Diferença |
| ---- | -- | ---------------------- | ------- | --------- |
| 1    | 16 | CAN Brian McKeever     | 3:14.79 |           |
| 2    | 17 | SWE Zebastian Modin    | 3:19.52 | +4.73     |
| 3    | 6  | GER Frank Höfle        | 3:25.74 | +10.95    |
| 4    | 5  | KOR Hak-Su Im          | 3:25.82 | +11.03    |
| 5    | 2  | RUS Nikolay Polukhin   | 3:27.94 | +13.15    |
| 6    | 10 | UKR Vitaliy Lukyanenko | 3:29.77 | +14.98    |
| 7    | 8  | GER Wilhelm Brem       | 3:31.94 | +17.15    |
| 8    | 19 | FIN Jarmo Ollanketo    | 3:32.57 | +17.78    |
| 9    | 7  | BLR Vasili Shaptsiaboi | 3:32.99 | +18.20    |
| 10   | 15 | NOR Helge Flo          | 3:33.64 | +18.85    |
| 11   | 3  | UKR Dmytro Shulga      | 3:33.76 | +18.97    |
| 12   | 4  | UKR Iurii Utkin        | 3:33.93 | +19.14    |
| 13   | 1  | RUS Valery Kupchinskiy | 3:36.89 | +22.10    |
| 14   | 13 | SVK Marian Balaz       | 3:37.34 | +22.55    |
| 15   | 14 | FRA Thomas Clarion     | 3:38.48 | +23.69    |
| 16   | 11 | SWE Hakan Axelsson     | 3:40.39 | +25.60    |
| 17   | 18 | UKR Oleg Munts         | 3:41.52 | +26.73    |
| 18   | 9  | FIN Rudolf Klemetti    | 3:53.02 | +38.23    |
| 19   | 12 | CAN Alexei Novikov     | 3:56.34 | +41.55    |
| 20   | 21 | BUL Alexander Stoyanov | 4:12.36 | +47.57    |
| 21   | 20 | BUL Ivaylo Vatov       | 6:33.03 | +3:18.24  |

#### Semifinal 1
| Pos. | Nº | Atleta               | Tempo  | Diferença |
| ---- | -- | -------------------- | ------ | --------- |
| 1    | 3  | CAN Brian McKeever   | 3:20.6 |           |
| 2    | 2  | RUS Nikolay Polukhin | 3:21.3 | +0.7      |
| 3    | 1  | FIN Jarmo Ollanketo  | 3:29.6 | +9.0      |
| 4    | 4  | KOR Hak-Su Im        | 3:32.5 | +11.9     |

#### Semifinal 2
| Pos. | Nº | Atleta                 | Tempo  | Diferença |
| ---- | -- | ---------------------- | ------ | --------- |
| 1    | 1  | SWE Zebastian Modin    | 3:50.0 |           |
| 2    | 3  | GER Frank Höfle        | 3:54.1 | +4.1      |
| 3    | 4  | UKR Vitaliy Lukyanenko | 4:01.5 | +11.5     |
| 4    | 2  | GER Wilhelm Brem       | 4:08.6 | +18.6     |

#### Final
| Pos.              | Nº | Atleta               | Tempo  | Diferença |
| ----------------- | -- | -------------------- | ------ | --------- |
| Medalha de ouro   | 4  | CAN Brian McKeever   | 3:42.9 |           |
| Medalha de prata  | 3  | RUS Nikolay Polukhin | 3:47.0 | +4.1      |
| Medalha de bronze | 1  | SWE Zebastian Modin  | 3:50.2 | +7.3      |
| 4                 | 2  | GER Frank Höfle      | 3:55.5 | +12.6     |

## Legenda
| Q   | Classificado (Qualified)       |
| DNS | Não largou (Did not start)     |
| DNF | Não terminou (Did not finish)  |
| DSQ | Desclassificado (Disqualified) |